# Delm
Delm (auch: auf dem Delm) war ein historischer Gerichtsbezirk um den Ort Apensen, der vom Mittelalter bis 1852 Bestand hatte.

## Einzugsbereich
Der Delmer Gerichtsbezirk erstreckte sich von entlang der Este vom Rand der Geest über Beckdorf bis nach Wiegersen und Sauensiek. Im Jahr 1647 gehörten neben den Orten der heutigen Samtgemeinde Apensen die Orte Ottensen, Ruschwedel, Hedendorf, Nottensdorf und Bliedersdorf zum Gericht auf dem Delm. Sauensiek bildete, ebenso wie Bliedersdorf (zusammen mit Nottensdorf), zeitweise ein eigenes Gericht. Der Richtplatz befand sich in Apensen und hat sich als Flurnamen Galgenberg erhalten.
Der Name „Delm“, bzw. „auf dem Delm“ taucht zum ersten Mal 1432 als uppe deme delve auf. Im Vörder Register von 1500 wird von upp dem delme gesprochen. „Uppe deme delve“ ist Niederdeutsch für „am Graben“ (siehe Delf) und war eine Ortsbezeichnung für den Gerichtsplatz. Die Aussprache hat sich zu „auf dem Delm“ verschliffen, während die ursprüngliche Bedeutung verloren gegangen ist.

## Geschichte

Das Apenser Wappen, mit gepanzertem Arm und Schwert, erinnert an das Siegel des Gerichts auf dem Delm

Schon 1197 saßen hier die Herren von Bliedersdorf einem Gericht vor, das als Grafengericht aber nicht mit dem Gogericht auf dem Delm gleichzusetzen ist.
Die erste urkundliche Erwähnung des Gerichts fand 1432 statt; das Gericht hat aber sicherlich lange vorher schon bestanden. In einer Schadensliste der Horneburger Fehde wird das Gericht uppe deme delve genannt. Zu dieser Zeit haben die von Borch, welche die von Bliedersdorf beerbten, als Gerichtsjunker die Gerichtshoheit. Die von Borch behielten diese bis zum Aussterben ihres Geschlechts um 1500, allerdings kamen durch Heirat und Erbschaft weitere Familien, vor allem die Familie derer von Düring, hinzu.
Am 7. August 1852 wurde das Gericht Delm dem Amtsgericht Buxtehude zugeteilt. Als letzte Inhaber des Gerichts wurden drei Angehörige der Familie von Düring sowie der Besitzer des Gutes Wiegersen, Eduard von Kielmansegg, genannt.
Noch heute sind in Apensen das alte Sitzungshaus des Grafen sowie das Anwesen des Untervogts, der als Gerichtsdiener zuständig war, erhalten. Das Siegel des Gerichts hat sich im Apenser Wappen erhalten. Es zeigt einen gepanzerten Arm, der ein Schwert hält. Die Gerichtsfahne, die an Gerichtstagen aufgezogen wurde, zeigt das gleiche Motiv.

## Rechte
Zu Beginn hatte das Gericht auf dem Delm die hohe Gerichtsbarkeit, konnte also sogar die Todesstrafe verhängen. Im Laufe der Zeit wurde die hohe Gerichtsbarkeit dem Landesherren übergeben und dem Gericht blieb nur die niedere Gerichtsbarkeit. Das Gericht wurde zu einem Patrimonialgericht, in dem die ansässigen Adeligen selbst das Gericht abhielten. Ab 1753 mussten aber auf Verfügung des Herzogtums Bremen-Verden nach Einführung der Untergerichtsordnung studierte Juristen die Rechtsprechung übernehmen.